# Natsu e no Tobira
Natsu e no Tobira (夏への扉, lit. "A Porta do Verão") é um manga shōnen-ai escrito por Keiko Takemiya e publicado em 1975 na revista Hana to Yume da editora Hakusensha, sendo relançado em 2000 pela Kodansha. Uma adaptação cinematográfica em animé, estreou-se a 20 de março de 1981 no Japão.

## Manga
O manga original Natsue no Tobira é um conto que foi publicado pela primeira vez nas décima nona e vigésima edições da revista Hana to Yume em outubro de 1975. Esta obra foi incluída no livro de antologia de Keiko Takemiya, publicado em 1976. Um filme de animé com duração de sessenta minutos, baseado no manga foi realizado por Mori Masaki e Toshio Hirata, escrito por Masaki Tsuji e produzido pelos estúdios Toei Animation e Madhouse.

## Elenco do filme
- Yū Mizushima como Marion Fiesse
- Tōru Furuya como Jacques Sydow
- Toshio Furukawa como Lind Allen
- Yūji Mitsuya como Claude
- Reiko Mutō como Sara Vida
- Keiko Han como Ledania François
- Hidekatsu Shibata como Comte (conde) de Cluny
- Yuko Ota como senhoria
- Kōji Yada como supervisor do dormitório
- Kaneto Shiozawa como Gabriel
- Yoku Shioya como Armand
- Kōji Totani como engenheiro
- Yuko Ikeda como filha A
- Chiyoko Kawashima como filha B
- Yumi Nakatani como filha C
- Seiko Nakano como filha D